# Juegos Olímpicos de Melbourne 1956
Los Juegos Olímpicos de Melbourne 1956, conocidos oficialmente como Juegos de la XVI Olimpiada, se celebraron en Melbourne (Australia) entre el 22 de noviembre y el 8 de diciembre de 1956, siendo la primera vez que tenían lugar en un país del hemisferio sur. Participaron un total de 3155 atletas (2791 hombres y 364 mujeres) de 67 países.
Las pruebas ecuestres se realizaron seis meses antes en Estocolmo (Suecia), entre el 11 y el 17 de junio, debido a las leyes australianas de cuarentena. De este modo, la XVI Olimpiada fue la primera (y hasta la fecha única) con eventos de unos mismos juegos en continentes diferentes. Si sumamos sus participantes, el total de atletas asciende a 3314 (2938 hombres y 376 mujeres) de 72 países.
Los Juegos Olímpicos de Melbourne quedaron marcados por los boicots surgidos meses antes de la inauguración, a consecuencia de conflictos políticos como la guerra de Suez y la represión de la revolución húngara. No obstante, en la clausura se produjo un hecho histórico: unos 500 atletas marcharon juntos en un solo grupo, bajo la bandera olímpica. Por esta razón, fueron apodados los «Juegos de la amistad».
La Unión Soviética fue el país que más preseas ganó, un total de 98, y superó por primera vez en el medallero a Estados Unidos, que se quedó con 74. También destacó el desempeño de Australia, tercera clasificada, quienes triplicaron el número de preseas conseguidas en 1952 y firmaron su mejor actuación hasta Atlanta 1996.

## Elección de sede
Melbourne presentó su candidatura a los Juegos Olímpicos de 1956 ocho años antes, en enero de 1948, por mediación del Comité Olímpico de Victoria, adscrito al Comité Olímpico de Australia. Los australianos no tenían entonces experiencia en albergar eventos internacionales, y aunque años atrás se lo había planteado, quedaba descartado por la dificultad del viaje para otros estados. Sin embargo, sí tenía una gran tradición deportiva, al punto de que fue uno de los cuatro países que había ido a todos los Juegos de Verano desde Atenas 1896. En el caso de la ciudad candidata, es el lugar donde se inventó el fútbol australiano y también el que contaba con más clubes y deportistas federados.
Para ganar opciones, Australia apeló al espíritu deportivo del país, al hecho de que el hemisferio sur no había albergado unos Juegos, y al desarrollo de la industria aeronáutica en los viajes intercontinentales.
Por otra parte, la elección de Melbourne estuvo influida por la situación internacional. Europa se encontraba en plena reconstrucción tras la Segunda Guerra Mundial, había organizado los Juegos de Londres 1948 y estaba a punto de albergar los de 1952 en Helsinki (Finlandia). El comité de Estados Unidos no se puso de acuerdo para presentar una candidatura única. Y la economía de Australia estaba creciendo mucho gracias a la llegada de inmigrantes y al desarrollo de la industria, por lo que fue vista como una opción próspera frente a un escenario de incertidumbre. Además, el hecho de entregárselos a un estado del hemisferio sur ayudaría a expandir la causa olímpica en zonas sin explorar. Las emergentes economías de México y Argentina también se postularon.
Entre las personas que impulsaron la candidatura australiana sobresalió el político y empresario Frank Beaurepaire, quien consiguió dos medallas (plata y bronce) en las pruebas de natación de los Juegos de Londres 1908. Beaurepaire fue nombrado después presidente del Comité Olímpico de Victoria, trabajando en colaboración con las autoridades federales. Otro apoyo notable fue el de Keith Murdoch (padre de Rupert Murdoch), el editor de los principales diarios de Melbourne.

### Votación
La elección tuvo lugar en la 43.ª Sesión del Comité Olímpico Internacional, celebrada el 28 de abril de 1949 en Roma (Italia). Votaron un total de 41 miembros.
Melbourne ganó por mayoría simple en todas las fases, llegando a una última cuarta ronda frente a Buenos Aires (Argentina). La eliminación de todas las sedes estadounidenses sirvió para que los argentinos recortasen distancias, pero al final los australianos ganaron por un solo voto de diferencia. El resultado final fue muy celebrado entre la población.
Esta ciudad sería la primera del hemisferio sur en organizar los Juegos Olímpicos. Para adaptarse al periodo estacional, el COI cambió las fechas del evento. En vez de comenzar en junio, en pleno invierno austral, se pasó la apertura al 22 de noviembre y la clausura al 8 de diciembre. Este hecho no se repitió cuatro décadas después en Sídney 2000, que tuvo lugar entre septiembre y octubre.
Entre las naciones derrotadas también se sacaron conclusiones. El Comité Olímpico Estadounidense estableció que solo presentarían una candidatura unificada para su país.

### Subsede en Estocolmo
Los XVI Juegos fueron los primeros que tuvieron lugar en dos continentes distintos. Las pruebas de equitación no se celebraron en Australia, sino en Estocolmo (Suecia), a más de 15 000 kilómetros de distancia. La razón fue que en aquella época existía una estricta cuarentena de seis meses sobre los caballos, por temor a un brote de fiebre aftosa que se produjo años atrás. El gobierno federal se negó a cambiarla en 1953 y durante un tiempo corrió el riesgo de que esas pruebas no se celebrasen.
No obstante, el COI encontró una solución nombrando una sede alternativa en otro país. Esto significaba una violación de la Carta Olímpica, que dispone la unidad de un lugar, pero se hizo para no eliminar a la equitación de la lista de deportes olímpicos. En la 50.ª Sesión del COI, celebrada en Atenas el 13 de mayo de 1954, se designó subsede a Estocolmo por votación frente a sus rivales de París, Río de Janeiro, Berlín y Los Ángeles. Aunque los XVI Juegos se iban a celebrar en noviembre (finales de primavera en el hemisferio sur), se estableció que la equitación tendría lugar en junio (verano en el hemisferio norte), seis meses antes. Por esta razón, tampoco existió una unidad en el tiempo para todos los deportes.
Al contrario de lo que se piensa, los Juegos de 1956 no fueron los primeros con eventos en dos países distintos. En los Juegos Olímpicos de 1920 en Amberes (Bélgica), una de las pruebas de vela se hicieron en Ámsterdam (Países Bajos).

## Deportes
En los Juegos Olímpicos de Melbourne se celebraron 151 competiciones en 17 deportes oficiales. Las pruebas de equitación tuvieron lugar en Estocolmo. Los deportes de demostración fueron el fútbol australiano (nacional) y el béisbol (internacional). No hubo cambios destacados respecto al programa de 1952, salvo en natación: por primera vez el estilo mariposa contaba con una categoría propia, tanto en masculino como en femenino.

### Deportes oficiales
- Atletismo (33)
- Baloncesto (1)
- Boxeo (10)
- Ciclismo
  -  Ciclismo en pista (4)
  -  Ciclismo en ruta (2)
- Ecuestre
  -  Concurso completo (2)
  -  Doma clásica (2)
  -  Salto ecuestre (2)
- Esgrima (7)
- Fútbol (1)
- Gimnasia artística (15)
- Halterofilia (7)
- Hockey sobre césped (1)
- Lucha
  -  Lucha grecorromana (8)
  -  Lucha libre (8)
- Natación (13)
- Pentatlón moderno (2)
- Piragüismo en esprint (9)
- Remo (7)
- Saltos (4)
- Tiro (7)
- Vela (5)
- Waterpolo (1)

### Deportes de exhibición
- Béisbol (1)
- Fútbol australiano (1)

## Antorcha olímpica
En la XVI Olimpiada se mantuvo la idea de que los portadores del fuego olímpico llevasen una antorcha creada para la ocasión. El diseño de esa antorcha, obra de Ralph Lavers, era el mismo que en los JJ. OO. de Londres 1948 con un solo cambio: la inscripción «Melbourne 1956» en letras mayúsculas. Medía 47 centímetros y pesaba 960 gramos.
Hubo dos recorridos. El 2 de junio se encendió un primer fuego olímpico en Olimpia (Grecia) y se transportó en avión desde Atenas hasta Copenhague (Dinamarca), de donde se cogió un barco para ir a la cercana Malmö, ya en Suecia. Una vez allí se hizo un breve recorrido hasta llegar a Estocolmo el 9 de junio, a tiempo para las pruebas de hípica. Todos los relevos por territorio sueco los hicieron 490 jinetes montados en caballos. El recorrido abarcó 1000 kilómetros. Cuando las pruebas terminaron, el fuego se apagó.
El 2 de noviembre de 1956 tuvo lugar el encendido tradicional en Olimpia, con un breve trayecto por Atenas. Dos días después, se pasó la llama a una lámpara de seguridad y fue transportada, en vuelo de la aerolínea Qantas, hasta el aeropuerto de Darwin (Territorio del Norte), donde hubo una recepción popular. Dicho vuelo realizó escalas en Estambul (Turquía), Basora (Irak), Karachi (Pakistán), Calcuta (India), Bangkok (Tailandia), Singapur y Yakarta (Indonesia) antes de aterrizar en Darwin. Desde Darwin, la llama viajó otra vez en avión hasta Cairns (Queensland), donde comenzó el 9 de noviembre el recorrido oficial por toda la costa este, pasando por Brisbane, Sídney y Canberra hasta Melbourne. Los corredores estaban acompañados por convoyes que vigilaban la seguridad y la intensidad del fuego. 3118 relevistas llevaron la antorcha olímpica por 20470 kilómetros.
El tour por Australia estuvo marcado por un hecho anecdótico. En Sídney, un universitario llamado Barry Larkin se coló en el recorrido oficial y entregó una antorcha falsa, hecha con la pata de una silla y una lata de conservas. Junto con ocho amigos de clase, había preparado una protesta contra esa tradición, introducida en los Juegos de Berlín 1936, al considerar que era un vestigio nazi. Sus compañeros fueron perseguidos por la policía, pero al bromista le confundieron con el relevo oficial. De este modo llegó al ayuntamiento con escolta, dio su antorcha al alcalde, no fue capaz de hablar y se marchó antes de que descubrieran el error. Lejos de ser un escándalo, el suceso se tomó con humor y Barry fue ovacionado cuando volvió a la universidad.
En total se recorrieron 4912 kilómetros y se fabricaron 400 antorchas. Un total de 3118 personas participaron en los relevos.

## Organización

### Comité organizador
La organización de Melbourne 1956 corrió a cargo del Comité Organizador de los Juegos de la XVI Olimpiada. Su máximo responsable fue el soldado, político y exdeportista australiano Wilfrid Kent Hughes, quien ya había participado como corredor de vallas en los Juegos Olímpicos de Amberes 1920. Por parte del Comité Olímpico de Australia ocupó la vicepresidencia adjunta Lewis Luxton, remero y deportista olímpico en Los Ángeles 1932, aunque bajo bandera británica. El promotor Frank Beaurepaire siguió vinculado a la organización, pero falleció seis meses antes de la inauguración, víctima de un infarto.
El primer ministro Robert G. Menzies ejerció la presidencia del evento, mientras que la patrona fue la reina Isabel II del Reino Unido.
Hughes tuvo que lidiar con las exigencias del presidente del COI, Avery Brundage. En la creación del inventario de instalaciones, se dudó entre usar Melbourne Cricket Ground como estadio principal o construir uno nuevo, lo que retrasó las obras. Después se planteó dar la sede a otro país cuando el estado de Victoria se negó a poner más dinero para la Villa Olímpica de Heidelberg, aunque se solucionó con una aportación federal. Las dudas de Brundage continuaron incluso a falta de un año, pero al final todo se mantuvo según el plan previsto.
Por otro lado, los responsables de las pruebas de equitación en Estocolmo montaron su propio Comité Organizador. El príncipe Bertil de Suecia se encargó de presidirlo, mientras que el patrón fue el rey Gustavo VI Adolfo.

### Sede e instalaciones deportivas

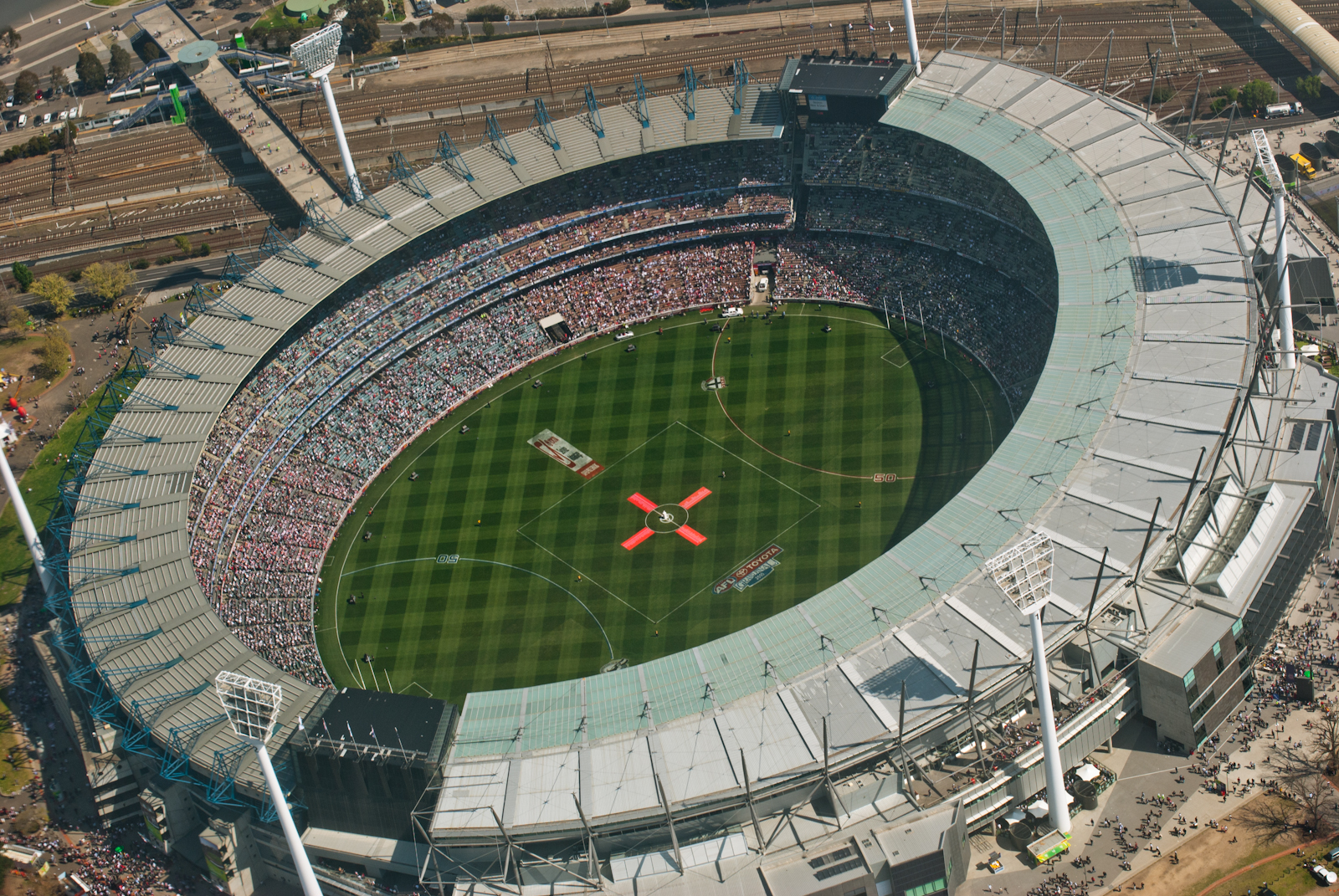
Aspecto actual del Melbourne Cricket Ground, el estadio olímpico de los Juegos de 1956.

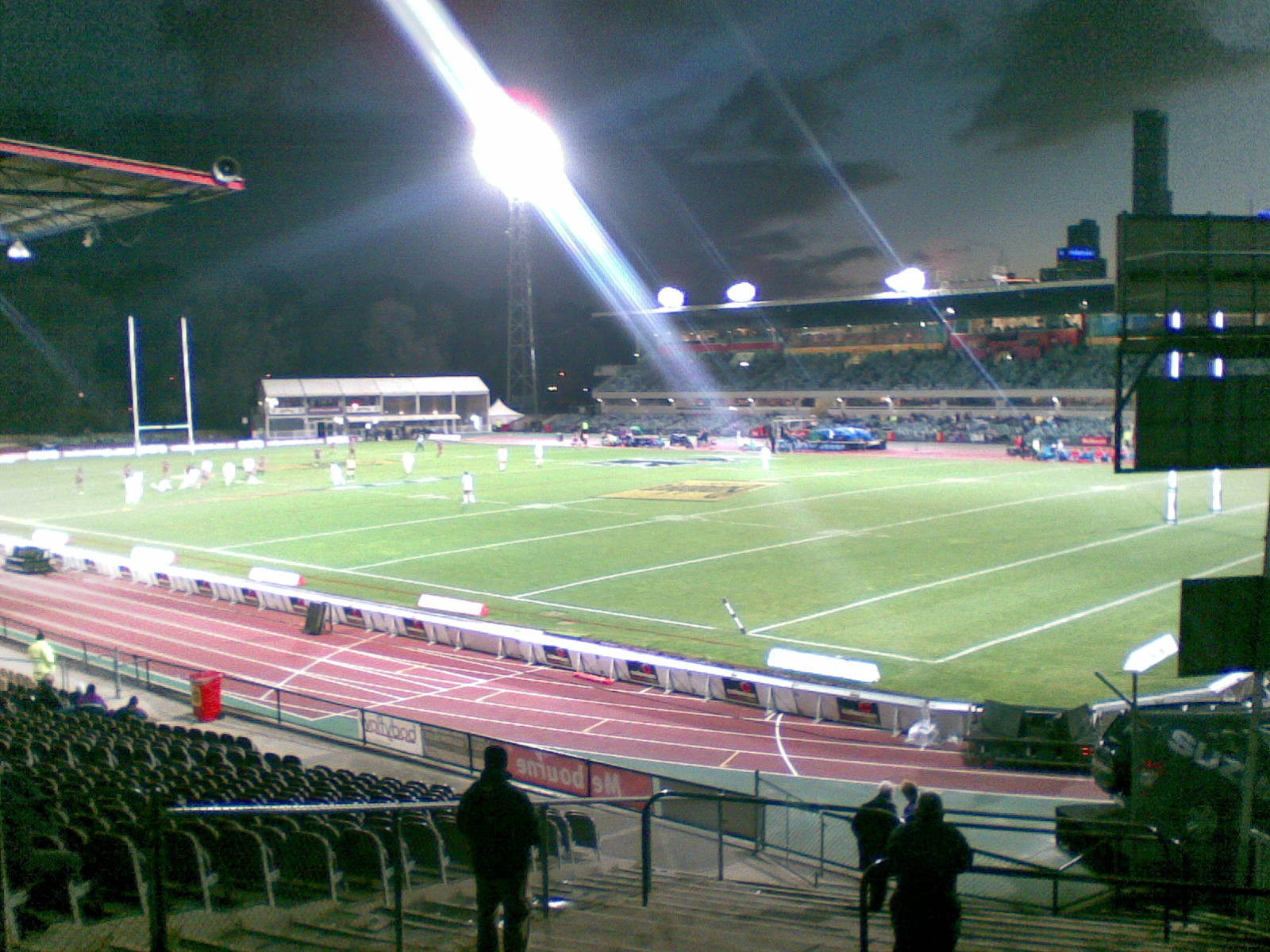
Estadio Olympic Park.

El gobierno federal, el estatal y el Comité Organizador establecieron un total de 14 sedes, concentradas en el límite municipal de Melbourne. A ellas se suman las 3 utilizadas en Estocolmo para la equitación.
El estadio principal fue el Melbourne Cricket Ground (MCG), inaugurado en 1854 como el principal campo de críquet de la ciudad. Para adecuarlo a la cita olímpica, los propietarios cambiaron la grada norte por una más moderna, instalaron un pebetero, habilitaron una pista de atletismo provisional y ampliaron el aforo hasta superar las 103.000 localidades. Durante los Juegos albergó la competición de atletismo, las finales de fútbol y hockey sobre hierba, y las pruebas de exhibición de fútbol australiano. Cincuenta años después, se convirtió en la sede de los Juegos de la Mancomunidad de 2006. Hoy en día el MCG sigue abierto y es el estadio más grande de Australia. En su interior alberga el Museo Nacional del Deporte de Australia, en el que puede verse una exposición dedicada a este evento y lo que significó.
Muy cerca del MCG se encuentra el anillo olímpico, una zona de 22 acres en las orillas del río Yarra que incluye un campo de fútbol (Olympic Park), un polideportivo para natación y saltos de trampolín, un velódromo y un campo de hockey. Actualmente se llama Melbourne Sports and Entertainment Precinct y es el mayor área deportiva de la ciudad. Fuera del anillo, destaca el West Melbourne Stadium (actual Festival Hall) que acogió pruebas de boxeo, baloncesto y gimnasia. Hoy es una sala de conciertos. El único lugar fuera del área metropolitana de Melbourne donde hubo competición fue en Ballarat, a 120 kilómetros de la ciudad.

#### Sedes en el anillo olímpico
- Estadio Olímpico — atletismo, fútbol (final), hockey sobre hierba (final), ceremonias de apertura y clausura.
- Estadio de Natación — natación, saltos de trampolín, waterpolo
- Velódromo — ciclismo en pista
- Estadio Olympic Park — fútbol
- Eastern Sportsground — hockey sobre hierba

#### Sedes fuera del anillo olímpico
- Ayuntamiento de St Kilda — esgrima
- Bahía Port Phillip — vela
- Base aérea de Laverton — tiro olímpico
- Broadmeadows — ciclismo en ruta
- Oaklands Hunt Club — pentatlón moderno
- Palacio Real de Exposiciones — baloncesto, esgrima (pentatlón), halterofilia, lucha
- West Melbourne Stadium — boxeo, gimnasia
- Williamstown — tiro olímpico

#### Sedes fuera de Melbourne
- Ballarat: Lago Wendouree — piragüismo, remo

#### Sedes de Estocolmo
- Estadio Olímpico de Estocolmo — equitación
- Palacio de Ulriksdal — equitación
- Parque Lill-Jansskogen — equitación

### Villa Olímpica
La Villa Olímpica de Melbourne estaba situada en el suburbio de Heidelberg, en el noreste de la ciudad, a 13 kilómetros del Estadio Olímpico. El terreno sobre el que se asentó medía 147 acres, en los que estaban incluidos 841 bloques de viviendas, campos de entrenamiento y espacios recreativos. Hubo 6.160 camas disponibles para deportistas, entrenadores y árbitros, en hogares para 4, 7 y 9 personas. A diferencia de lo que pasó en los Juegos de 1952, esta vez todos los atletas residieron en el mismo centro sin importar su nacionalidad. Los edificios fueron construidos para que, una vez terminados los Juegos, fueran utilizados como vivienda de protección oficial.
Los deportistas de piragüismo y remo se alojaron en una villa específica en Ballarat, construida sobre un antiguo refugio para inmigrantes.

## Boicots olímpicos
A solo un mes de la inauguración, los Juegos Olímpicos de Melbourne se vieron salpicados por tres boicots políticos, que redujeron el número de participantes.
En primer lugar, se produjo el estallido de la guerra del Sinaí el 29 de octubre. La nacionalización del canal de Suez por parte de Egipto, así como otras razones, motivó una intervención militar de la alianza de Reino Unido, Francia e Israel en el país africano. Los egipcios exigieron al COI que sancionara a franceses y británicos, pero al no hacerlo se retiró de la competición. De este modo, no viajó a Australia a pesar de que sí participó en equitación seis meses antes. Egipto estuvo secundada por Líbano e Irak.
Al mismo tiempo tuvo lugar la revolución húngara, por la que el pueblo magiar se alzó contra el gobierno de la República Popular y sus políticas impuestas desde la Unión Soviética. El Ejército Rojo ocupó el país el 4 de noviembre con más de 30 000 soldados, sofocando la rebelión con violencia. Varios países pidieron que la URSS fuese excluida de Melbourne, pero el COI se negó. Por esta razón, los comités de España, Países Bajos y Suiza abandonaron la competición.
Hungría sí participó en los Juegos Olímpicos, pero la tensión por la invasión fue notable. De su delegación de 108 atletas, algunos como Sándor Rozsnyói (atletismo), Attila Keresztes (esgrima) y Ervin Zádor (waterpolo) se exiliaron.
El tercer boicot fue la retirada de la República Popular China (comunista), en protesta por la presencia de la República de China (nacionalista) bajo ese nombre. Ambas viven enfrentadas desde el final de la guerra civil china en 1949. El gobierno nacionalista que se refugió e hizo fuerte en la Isla de Taiwán, acepta que esta isla es parte de China, pero la define como República de China. En cambio, el gobierno comunista reclama que la Isla de Taiwán es parte de su territorio.

## Participantes

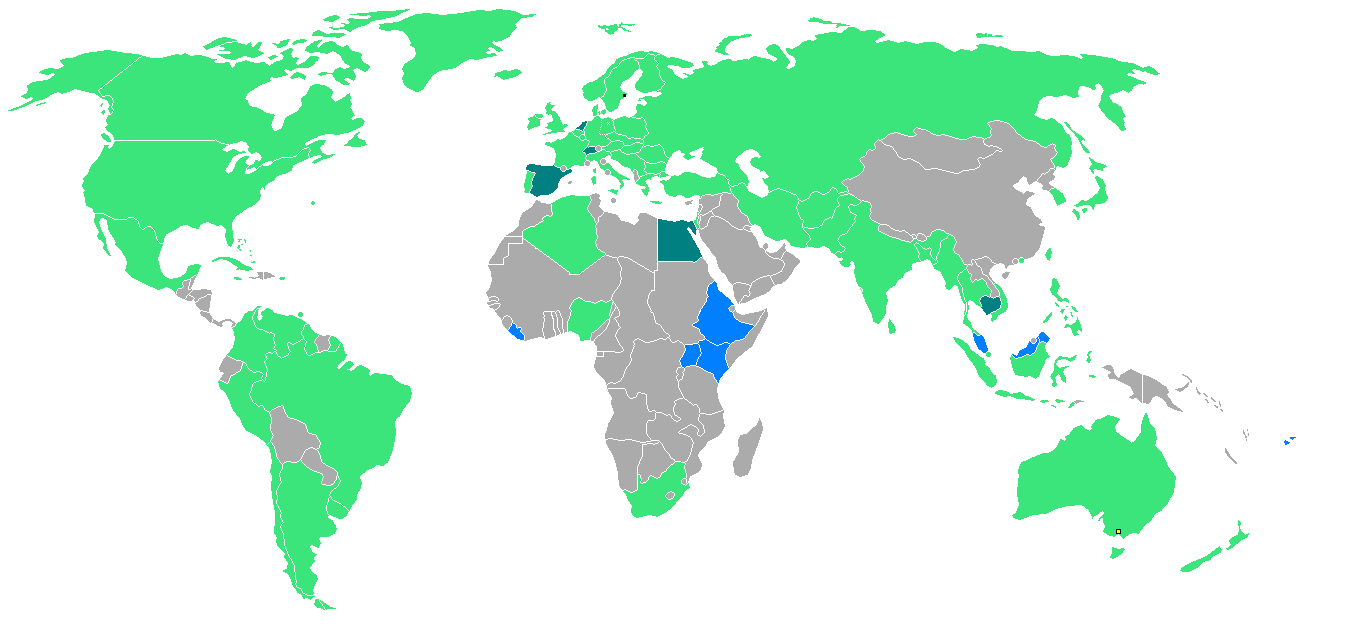
En verde aparecen los países participantes. En azul figuran los debutantes, y en verde oscuro los que solo compitieron en equitación.

En los Juegos Olímpicos de Melbourne participaron 67 países, a través de sus comités nacionales afiliados al Comité Olímpico Internacional. Fueron dos países menos respecto a Helsinki 1952. El descenso de atletas fue más notable: compitieron un total de 3.314 (2.938 hombres y 376 mujeres), frente a los 4.955 de la pasada edición.
Debutaron los estados de Borneo Septentrional, Etiopía, Fiyi, Kenia, Liberia, la Federación Malaya y Uganda.
Los atletas de Alemania Oriental pudieron competir por primera vez, pero junto con los de Alemania Federal bajo un equipo unificado, pues el COI solo reconocía un único estado alemán. Esta práctica se mantuvo hasta México 1968. En ese equipo también estaba el protectorado del Sarre, que en octubre de 1956 votó su integración en Alemania y dejó de competir de forma independiente. El Equipo Alemán Unificado usó la «Oda a la Alegría» de la novena sinfonía de Beethoven como himno para sus victorias.
El Comité Organizador de los Juegos Olímpicos invitó a 91 países. Varios rechazaron la invitación por diferentes razones: Antillas Neerlandesas, Barbados, Bolivia, Camboya, Costa Rica, El Salvador, Liechtenstein, Mónaco, Paraguay, República Dominicana y Siria. En cambio, Colombia y Perú sí regresaron luego de su ausencia en Helsinki, del mismo modo que Afganistán y la República de China.
Los boicots provocaron el abandono de Egipto, Líbano e Irak (guerra del Sinaí), de España, Países Bajos y Suiza (represión de la revolución húngara) y de la República Popular China. Abandonaron Costa de Oro, Guatemala, Malta y Panamá por razones desconocidas.
Cinco países participaron en las pruebas de equitación en Estocolmo pero no viajaron a Melbourne: Camboya (debut oficial), Egipto, España, Países Bajos y Suiza.
| Países participantes | Países participantes | Países participantes |
| --- | --- | --- |
| \| - Afganistán (AFG) - Equipo Alemán Unificado (EUA) - Argentina (ARG) - Australia (AUS) - Austria (AUT) - Bahamas (BAH) - Bélgica (BEL) - Bermudas (BER) - Birmania (BIR) - Borneo Septentrional (NBO) - Brasil (BRA) - Bulgaria (BUL) - Canadá (CAN) - Ceilán (CEY) - Checoslovaquia (TCH) - Chile (CHI) - Colombia (COL) - Corea del Sur (KOR) - Cuba (CUB) - Dinamarca (DEN) - Estados Unidos (USA) - Etiopía (ETH) - Federación Malaya (MAS) \| - Fiyi (FIJ) - Filipinas (PHI) - Finlandia (FIN) - Francia (FRA) - Grecia (GRE) - Guayana británica (GUY) - Hong Kong (HKG) - Hungría (HUN) - India (IND) - Indonesia (INA) - Irán (IRN) - Irlanda (IRL) - Islandia (ISL) - Israel (ISR) - Italia (ITA) - Jamaica (JAM) - Japón (JPN) - Kenia (KEN) - Liberia (LBR) - Luxemburgo (LUX) - México (MEX) - Nigeria (NGR) \| - Noruega (NOR) - Nueva Zelanda (NZL) - Pakistán (PAK) - Perú (PER) - Polonia (POL) - Portugal (POR) - Puerto Rico (PUR) - Reino Unido (GBR) - República de China (ROC) - Rumania (ROM) - Singapur (SIN) - Sudáfrica (RSA) - Suecia (SWE) - Tailandia (THA) - Trinidad y Tobago (TRI) - Turquía (TUR) - Uganda (UGA) - Unión Soviética (URS) - Uruguay (URU) - Venezuela (VEN) - Vietnam (VIE) - Yugoslavia (YUG) \| | | |
| - Afganistán (AFG) - Equipo Alemán Unificado (EUA) - Argentina (ARG) - Australia (AUS) - Austria (AUT) - Bahamas (BAH) - Bélgica (BEL) - Bermudas (BER) - Birmania (BIR) - Borneo Septentrional (NBO) - Brasil (BRA) - Bulgaria (BUL) - Canadá (CAN) - Ceilán (CEY) - Checoslovaquia (TCH) - Chile (CHI) - Colombia (COL) - Corea del Sur (KOR) - Cuba (CUB) - Dinamarca (DEN) - Estados Unidos (USA) - Etiopía (ETH) - Federación Malaya (MAS) | - Fiyi (FIJ) - Filipinas (PHI) - Finlandia (FIN) - Francia (FRA) - Grecia (GRE) - Guayana británica (GUY) - Hong Kong (HKG) - Hungría (HUN) - India (IND) - Indonesia (INA) - Irán (IRN) - Irlanda (IRL) - Islandia (ISL) - Israel (ISR) - Italia (ITA) - Jamaica (JAM) - Japón (JPN) - Kenia (KEN) - Liberia (LBR) - Luxemburgo (LUX) - México (MEX) - Nigeria (NGR) | - Noruega (NOR) - Nueva Zelanda (NZL) - Pakistán (PAK) - Perú (PER) - Polonia (POL) - Portugal (POR) - Puerto Rico (PUR) - Reino Unido (GBR) - República de China (ROC) - Rumania (ROM) - Singapur (SIN) - Sudáfrica (RSA) - Suecia (SWE) - Tailandia (THA) - Trinidad y Tobago (TRI) - Turquía (TUR) - Uganda (UGA) - Unión Soviética (URS) - Uruguay (URU) - Venezuela (VEN) - Vietnam (VIE) - Yugoslavia (YUG) |

| Países participantes solo en equitación                                                      | Países participantes solo en equitación | Países participantes solo en equitación |
| -------------------------------------------------------------------------------------------- | --------------------------------------- | --------------------------------------- |
| \| - Camboya (CAM) - Egipto (EGY) \| - España (ESP) - Países Bajos (NED) \| - Suiza (SUI) \| |                                         |                                         |
| - Camboya (CAM) - Egipto (EGY)                                                               | - España (ESP) - Países Bajos (NED)     | - Suiza (SUI)                           |

## Desarrollo

### Ceremonia de apertura
El 22 de noviembre de 1956, en el Estadio Olímpico de Melbourne, se llevó a cabo la tradicional ceremonia de apertura. Debido a que varios países se retiraron por los diferentes boicots, el COI no sabía cuántos países iban a desfilar hasta última hora. Los atletas fueron alojados en el campo de críquet de Richmond, a menos de 500 metros del lugar principal, mientras tenían lugar las actuaciones musicales a cargo de la banda de la Fuerza de Defensa Australiana.
A continuación tuvo lugar el desfile de las 67 naciones participantes. El encargado de abrirlo fue la delegación de Grecia, seguido por el resto de países en orden alfabético según el idioma inglés, para terminar con el contingente australiano. Los atletas marcharon en formación desde Richmond hasta el interior del Estadio Olímpico. Se estima que participaron 3000 atletas.
Cuando terminó, el presidente del Comité Organizador, Wilfrid Kent Hughes, hizo un breve discurso seguido por el presidente del COI, Avery Brundage. El encargado del discurso inaugural fue el duque de Edimburgo: «Declaro inaugurados los Juegos Olímpicos de Melbourne, que conmemoran la Decimosexta Olimpiada de la Era Moderna». Se alzó la bandera olímpica, se hizo una salva de 21 cañonazos y se liberaron 500 palomas como símbolo de paz.
Al final, ingresó la antorcha olímpica, dando fin a su recorrido. El último relevista fue el joven corredor de media distancia Ron Clarke, quien al encender el pebetero sufrió pequeñas quemaduras en la mano. El juramento olímpico corrió a cargo del capitán de la delegación australiana, John Michael Landy.

### Deportes

#### Atletismo

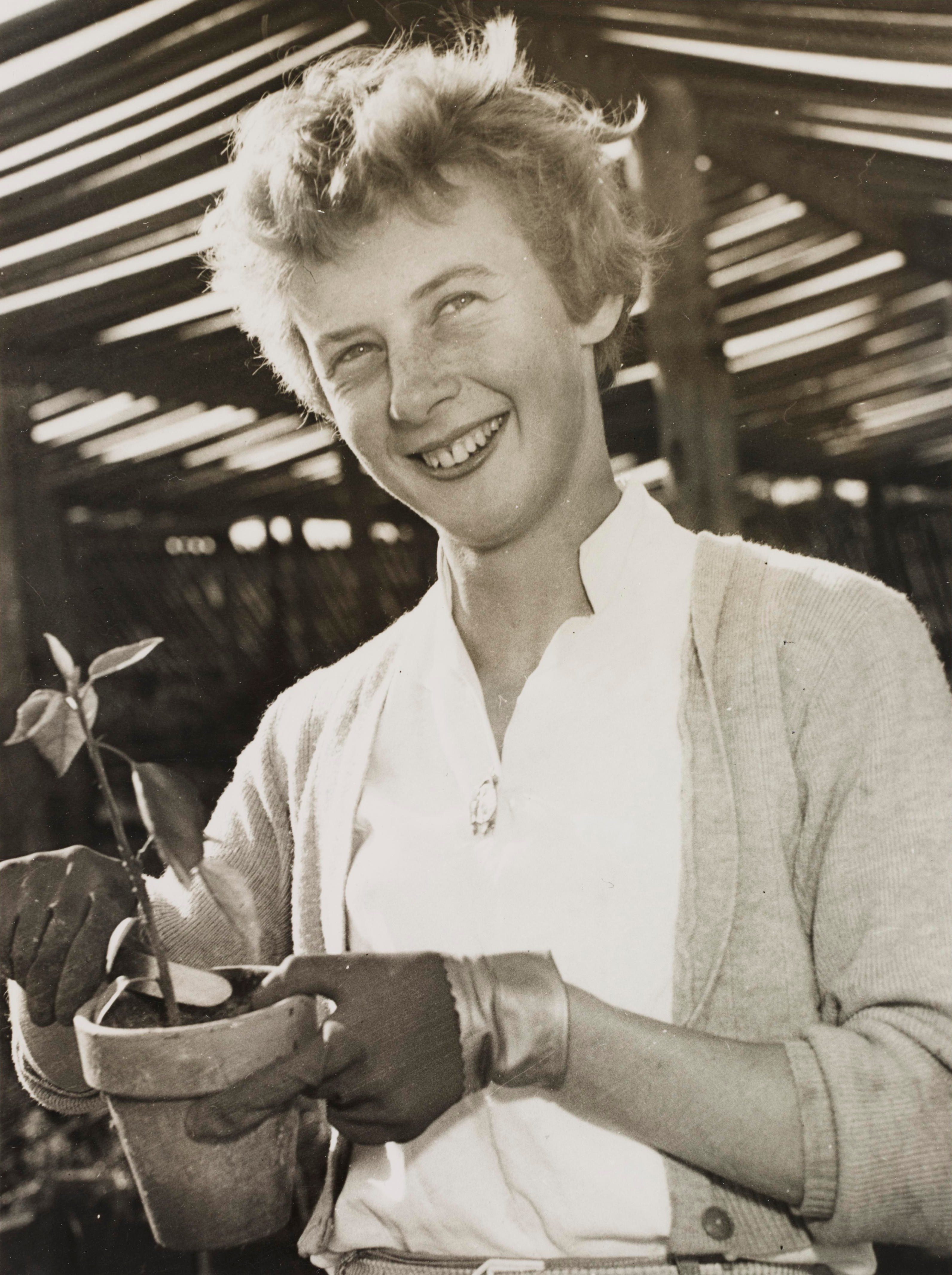
La australiana Betty Cuthbert ganó tres medallas de oro en atletismo.

Durante ocho días se realizaron 33 competencias (24 masculinas y 9 femeninas) en las que participaron 720 atletas (573 hombres y 147 mujeres) de 59 países. Estados Unidos se convirtió en el dominador con 31 medallas, 16 de ellas de oro, seguido por la Unión Soviética con 22 preseas y Australia con 12. En total se lograron 25 plusmarcas olímpicas y 5 mundiales, la mayoría de ellas en competición femenina.
Las pruebas de velocidad estuvieron dominadas por los atletas estadounidenses. Bobby Morrow consiguió dos medallas de oro en 100 metros y 200 metros, batiendo además el récord olímpico en esta última prueba (20,6 segundos). Su victoria sorprendió porque se enfrentaba a su compatriota Thane Baker, quien venía de batir la marca de Jesse Owens en los 100 metros pero solo se llevó la plata. Baker y Morrow estaban además en el equipo de relevos 4 x 100 que ganó el oro con una plusmarca mundial de 39,5 segundos. En 400 metros fue Charles Jenkins quien se proclamó campeón, mientras que Tom Courtney superó el récord olímpico en 800 metros. Hubo pleno estadounidense en vallas, con Lee Calhoun (110 metros) y Glenn Davis (400 metros), y en el decatlón gracias a Milt Campbell.
En categoría femenina, y con solo 18 años, la australiana Betty Cuthbert acaparó toda la atención de la prensa con tres oros en 100 metros, 200 metros (récord olímpico) y una plusmarca mundial en el relevo de 4 x 100. De igual modo, su compatriota y compañera de relevos Shirley Strickland revalidó el oro en 80 metros vallas que logró en Helsinki 1952. Otras mujeres que superaron récords mundiales fueron la polaca Elżbieta Krzesińska en salto de longitud (6,35 metros) y la estadounidense Mildred McDaniel en salto de altura (1,76 metros). La Unión Soviética dominó en las categorías de lanzamiento gracias a los oros de Tamara Tyshkevich (peso) e Inese Jaunzeme (jabalina). La atleta multidisciplinar Olga Fikotová obtuvo oro en disco para Checoslovaquia.
La Unión Soviética tuvo un buen papel gracias a Vladimir Kuts, vencedor en 5000 y 10 000 metros con récord olímpico en ambas, y de Leonid Spirin en 20 kilómetros marcha. Ron Delany emocionó a los irlandeses con su victoria en 1500 metros. El neozelandés Norman Read se coronó en 50 kilómetros marcha, y el francés de origen argelino Alain Mimoun se proclamó campeón de la maratón.
En cuanto a los saltos, hubo dos personas que consiguieron su segundo oro consecutivo: el brasileño Adhemar Ferreira da Silva en triple salto (16,35 metros) y el estadounidense Bob Richards en salto de pértiga (4,56 metros). De igual modo, sus compatriotas Greg Bell y Charles Dumas vencieron en longitud (7,83 metros) y salto de altura con plusmarca olímpica (2.12 metros), respectivamente.
El noruego Egil Danielsen batió el récord del mundo en jabalina con un lanzamiento de 85,71 metros. El resto de las categorías de lanzamiento vivieron victorias estadounidenses con Hal Connolly (martillo) y el segundo oro de Parry O'Brien (peso). Al Oerter ganaría en Melbourne el primero de sus tres oros consecutivos en lanzamiento de disco.

#### Baloncesto
El Palacio Real de Exposiciones albergó toda la competición; los partidos clasificatorios se disputaron en un anexo y la fase final fue en su interior. Participaron 15 países y 169 jugadores, con Australia como primer representante en la historia de Oceanía. Por cuarto año consecutivo, la selección de baloncesto de Estados Unidos consiguió la medalla de oro con gran superioridad sobre el resto de países. En la final derrotó a la Unión Soviética por 89:55. Uruguay también revalidó su bronce al vencer a Francia por 67:47.

#### Boxeo

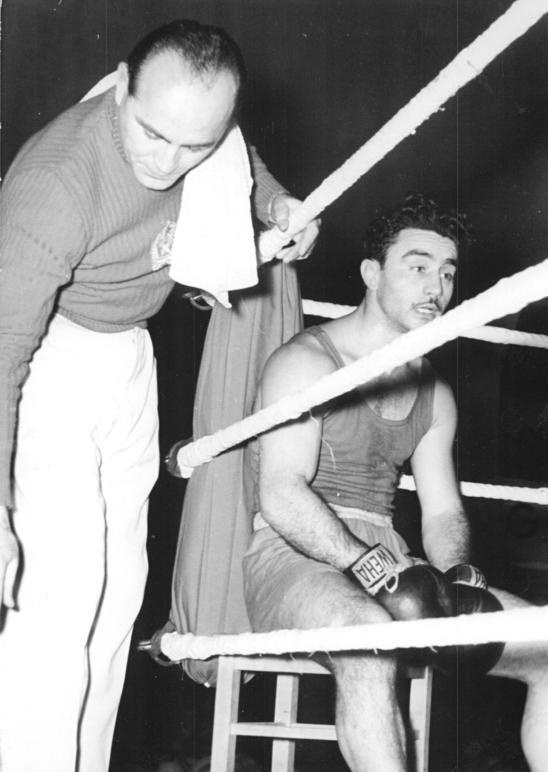
László Papp consiguió su tercera medalla de oro consecutiva.

Participaron 161 hombres de 34 países en las pruebas de boxeo, todas celebradas en el West Melbourne Stadium. La Unión Soviética quedó como potencia del boxeo olímpico al obtener 6 medallas, tres de oro —Vladimir Safronov en pluma, Vladimir Yengibaryan en superligero y Gennadiy Shatkov en medio—. En el lado europeo destacaron Reino Unido con 5 preseas y la República de Irlanda con 4. Dentro de los países de habla hispana, sobresalió la delegación de Chile con una plata (Ramón Tapia) y dos bronces (Claudio Barrientos y Carlos Lucas). Argentina ganó un bronce gracias a Víctor Zalazar.
El húngaro László Papp fue el primer boxeador en conseguir tres medallas de oro consecutivas, en el peso superwélter contra el boricua José «Chegüi» Torres.

#### Ciclismo
El programa de ciclismo fue el mismo que en los Juegos de 1952, con seis pruebas: dos en ruta y cuatro en pista sobre el velódromo olímpico. En total participaron 161 ciclistas de 30 países. La ruta individual de 165 kilómetros sobre Broadmeadows deparó la victoria del italiano Ercole Baldini, mientras que los franceses se llevaron el oro por equipos. A partir de los Juegos de Roma 1960, las pruebas individual y por equipos se harían por separado. Italia y Francia también dominaron en pista, con una única excepción: el oro de Australia en 2000 metros tándem (Joey Browne y Anthony Marchant).

#### Ecuestre
Ante la negativa de Australia a retirar sus leyes de cuarentena sobre los caballos, las pruebas de equitación tuvieron lugar en Estocolmo (Suecia) y se celebraron en junio, seis meses antes que la cita olímpica. Participaron 158 deportistas (145 hombres y 13 mujeres) de 29 países. Las mujeres, que ya podían competir en doma desde 1952, también pudieron inscribirse en saltos. No obstante, seguían excluidas de las competiciones de tres jornadas. Alemania dominó el medallero con 6 preseas (2 oros, 3 platas y un bronce), pero Suecia ganó 3 oros en doma (individual y equipos) e individual de tres jornadas. A nivel individual destacaron el alemán Hans Günter Winkler y el sueco Henri Saint Cyr.

#### Esgrima
142 hombres y 23 mujeres participaron en las siete pruebas programadas. Italia copó el medallero con 7 preseas y sobresalió en las categorías de florete y espada, obteniendo tres oros. Pero Hungría revalidó su liderazgo en sable con el oro en categoría individual (Rudolf Kárpáti) y por equipos. En la única disciplina femenina, florete individual, la británica Gillian Sheen venció a la rumana Olga Orban-Szabo. Por primera vez se usó el florete eléctrico.

#### Fútbol

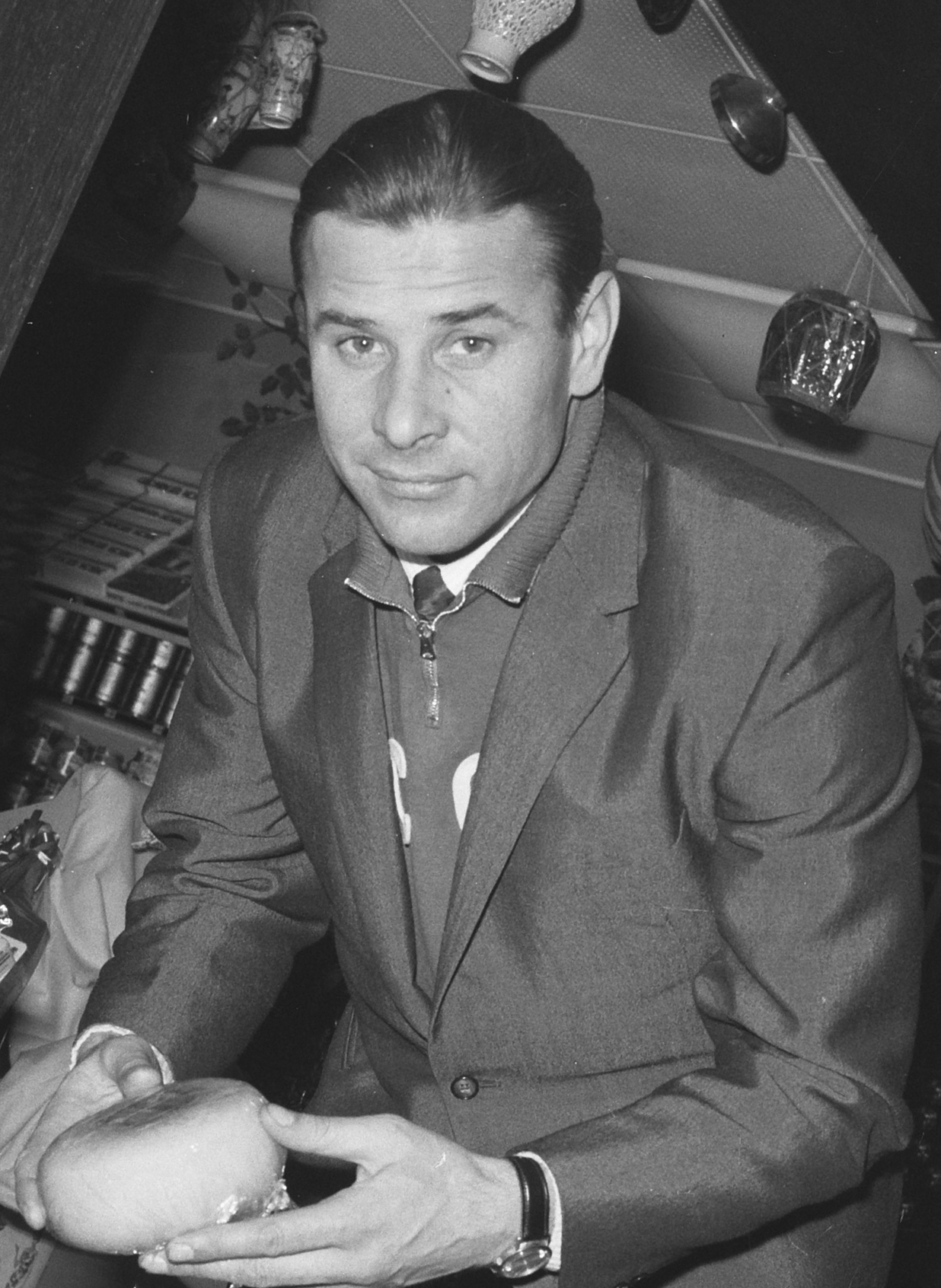
Lev Yashin formó parte del equipo soviético que ganó la medalla de oro.

A pesar de que la FIFA estableció por primera vez rondas clasificatorias para acceder a los Juegos Olímpicos, la retirada de varios países afectó al desarrollo de la competición: sólo 11 naciones y 143 futbolistas compitieron por las medallas. En este escenario, los países del bloque del Este que habían convocado a sus mejores hombres no tuvieron rival: Bulgaria, la Unión Soviética y Yugoslavia avanzaron a semifinales sin complicaciones. La cuarta plaza fue para la India, que en este torneo no jugó descalza como solía hacer: ganó por 2:4 a los anfitriones de Australia, con un triplete de Neville D'Souza.
La medalla de oro fue para la URSS, después de vencer por 1:0 a los yugoslavos (plata) con gol de Anatoli Ilyin. El combinado que consiguió ese triunfo estaba plagado de grandes figuras como Lev Yashin, Igor Netto, Valentín Ivanov y un joven Eduard Streltsov. Bulgaria derrotó sin sorpresas a la India por 3:0 y se hizo con el bronce.

#### Gimnasia artística
Un total de 128 deportistas (63 hombres y 65 mujeres) compitieron en el West Melbourne Stadium. Tal y como sucedió en la pasada cita olímpìca, la Unión Soviética arrasó con 23 medallas (11 oros, 6 platas y 6 bronces), ganando siete de las nueve competiciones masculinas. Viktor Chukarin y Valentín Muratov se colgaron tres preseas por sus actuaciones tanto en equipo como individuales. Japón logró 11 medallas pero el único nipón que campeonó fue Takashi Ono en barra horizontal. En la categoría femenina, la URSS mantuvo una dura competencia con Hungría y dos mujeres se colgaron cuatro oros: la magiar Ágnes Keleti y la soviética Larisa Latynina, que además inició su reinado deportivo. Latynina conseguiría en Tokio 1964 el récord de medallas olímpicas, un total de 18.

#### Halterofilia
105 hombres de 34 países participaron en un total de siete categorías, distribuidas por peso. La competencia fue una pugna entre Estados Unidos y la Unión Soviética, cada una de ellas con siete medallas. No obstante, el duelo más interesante se pudo presenciar en la categoría de +90 kilos: el estadounidense Paul Edward Anderson era el gran favorito, pero se topó con el argentino Humberto Selvetti, quien sorprendió a todos al igualar su marca. Empatados a puntos, el desempate se realizó según el peso de cada competidor. Y como Anderson pesaba cinco kilos menos que Selvetti, se proclamó campeón.

#### Hockey sobre césped
La India obtuvo su sexta medalla de oro consecutiva, en un disputado encuentro ante Pakistán que terminó 1:0 con gol de Randhir Singh Gentle. Esta racha se mantuvo imbatida hasta que, en Roma 1960, Pakistán se cobró su venganza. El equipo unificado de Alemania logró el bronce. Todos los encuentros se jugaron en el Melbourne Cricket Ground y en Olympic Park.

#### Lucha
173 atletas de 30 países participaron en las ocho competiciones de lucha grecorromana y ocho de estilo libre, que se celebraron en el Palacio Real de Exposiciones. La Unión Soviética copó el medallero con 13 preseas (6 de ellas de oro), la mayoría de ellas en grecorromana, seguida por Turquía con siete (3 oros). Irán se mostró muy fuerte en lucha libre al conseguir ahí todas sus medallas (2 oros y 2 platas)

#### Natación

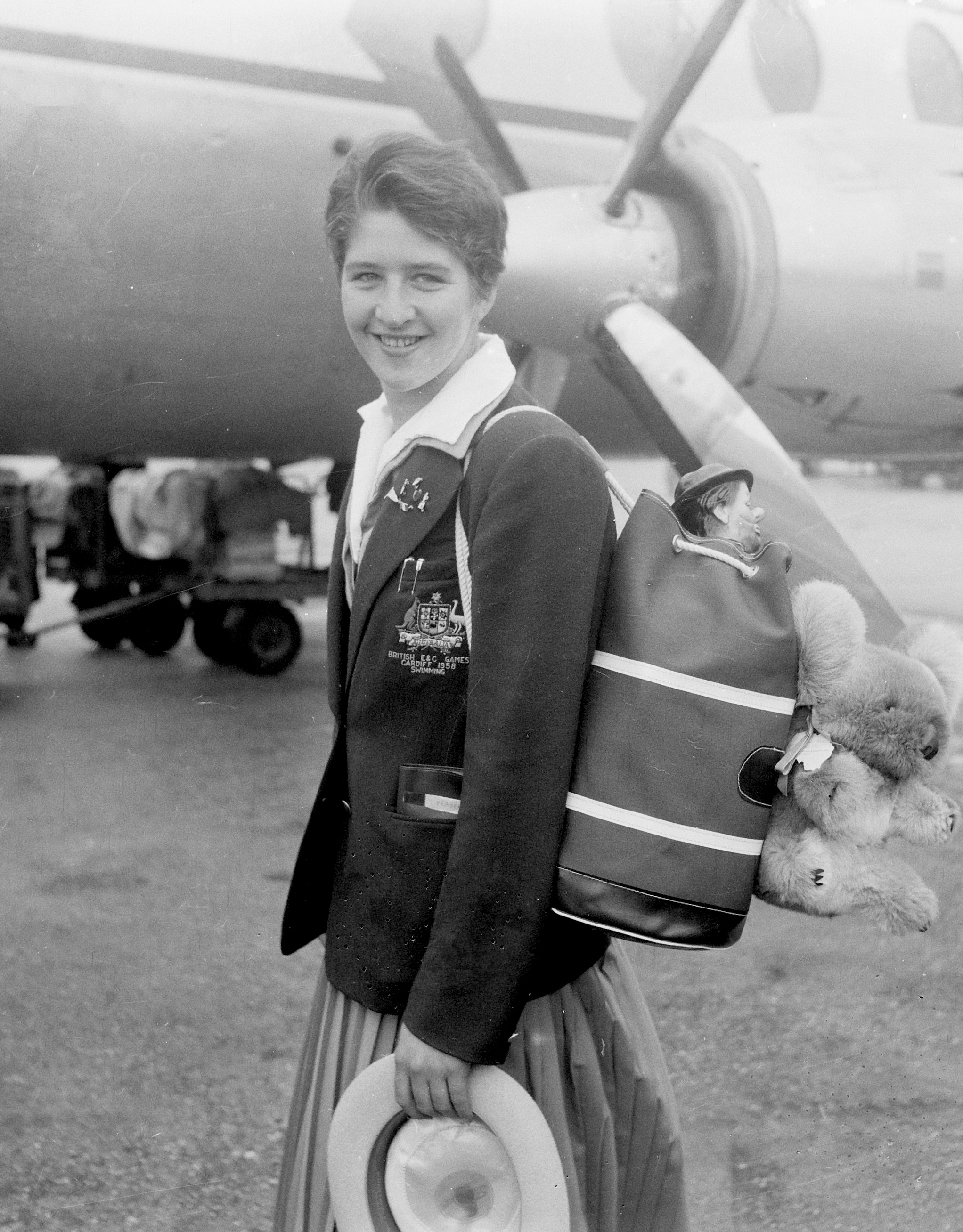
Dawn Fraser batió la plusmarca mundial de 100 metros estilo libre.

El programa de natación se amplió a 13 pruebas, con la inclusión de los 200 metros mariposa en categoría masculina y los 100 metros mariposa en la femenina. En total participaron 235 nadadores (136 hombres y 99 mujeres) de 33 países. Se batieron 10 plusmarcas olímpicas y 7 mundiales, con nuevos récord en todas las categorías femeninas. Los tiempos pudieron medirse por vez primera con un cronómetro digital semiautomático.
La natación fue el deporte que más alegrías deparó a los anfitriones, ya que Australia copó el medallero con 14 preseas, 8 de ellas de oro, por delante de los Estados Unidos (11) y Japón (5). Del mismo modo, muchos de los duelos estuvieron protagonizados entre compatriotas: en hombres, Jon Henricks superó a su colega John Devitt en la final de 100 metros libre con una marca mundial (55,4 segundos), aunque el mayor medallista fue Murray Rose con tres oros. Y en femenina, tanto Dawn Fraser como Lorraine Crapp mantuvieron una fuerte competencia: la primera venció en 100 metros con récord del mundo, mientras que la segunda lo logró en 400 metros libre. Ambas se llevaron un segundo oro como parte del equipo de relevos.

#### Pentatlón moderno
Un total de 40 atletas (todos hombres) de 16 países participaron en cinco jornadas del pentatlón moderno. Hubo cambios en el sistema de puntuación: hasta 1954 se establecía según el puesto que se ocupaba en cada prueba, ganando finalmente el que obtenía en su suma la posición menor. Pero para Melbourne 1956 se introdujo una tabla de puntuación particular para cada prueba, sobre un estándar de rendimiento de 1000 puntos de pentatlón, sistema que es el que se sigue usando. El sueco Lars Hall se llevó el oro sobre los finlandeses Olavi Mannonen y Väinö Korhonen, pero los pentatletas de la Unión Soviética fueron los más regulares (tres entre los diez primeros) y ganaron el oro por equipos.
La cuarentena de caballos no afectó al pentatlón moderno. Los caballos los proporcionaba la organización australiana, eran distintos para cada competidor y se sortearon al azar previamente.

#### Piragüismo en esprint
Las pruebas de piragüismo se hicieron en el lago Wendouree de Ballarat, una localidad a más de 100 kilómetros del norte de Melbourne. Unos 103 hombres y 10 mujeres tomaron parte del programa, en el último año que se incluyeron las carreras de 10 000 metros. El sueco Gert Fredriksson se hizo con dos oros en K1 (1.000 metros y 10 000 metros), sumando seis medallas desde su participación en Londres 1948. La Unión Soviética y Hungría obtuvieron el mayor número de preseas, 7 para cada uno, pero el país que sobresalió fue Rumanía al conseguir 3 oros: dos para Leon Rotman y uno para el equipo formado por Simion Ismailciuc y Alexe Dumitru. En categoría femenina, la rusa Yelizaveta Dementieva se hizo con la victoria.

#### Remo

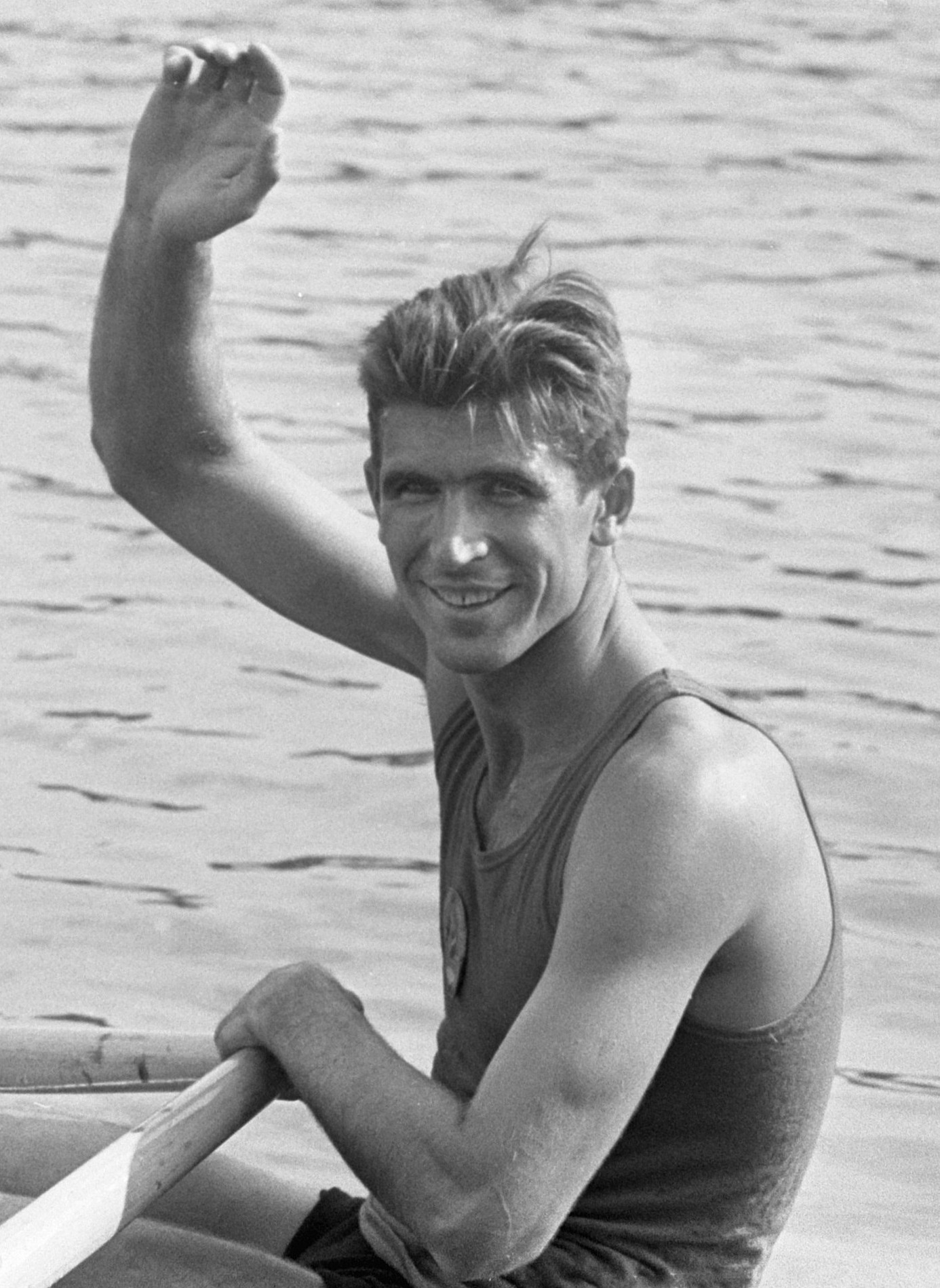
Viacheslav Ivanov.

También celebradas en el lago de Ballarat, las jornadas de remo contaron con 242 atletas (todos hombres) de 25 países. Las mujeres no pudieron participar hasta Montreal 1976. Estados Unidos ganó la partida en el medallero a la Unión Soviética, aunque estos vieron consagrarse en Australia a una de sus estrellas: Viacheslav Ivanov consiguió el primero de sus tres oros consecutivos en remo individual.

#### Saltos
En las competiciones de saltos, 33 hombres y 27 mujeres compitieron en cuatro disciplinas. En la masculina, el estadounidense Robert Clotworthy venció en trampolín de 3 metros y el mexicano Joaquín Capilla logró por fin el oro en plataforma de 10 metros, después de un bronce en 1948 y una plata en 1952. En cuanto a las femeninas, Pat McCormick no tuvo rival y se llevó dos oros en trampolín y plataforma, igual que en Helsinki 1952.

#### Tiro
Para las pruebas de tiro se utilizaron instalaciones de la Fuerza de Defensa Australiana. Las de rifle y pistola se hicieron en el campo de tiro de Williamstown, al oeste del centro urbano, mientras que las pruebas Trap (trampa) fueron en la base aérea de Laverton. Con 156 tiradores de 37 países, la Unión Soviética se confirmó en un deporte que dominaron hasta la disolución del estado: un total de 8 preseas (3 oros, 4 platas y 1 bronce) le dejaron a gran distancia del resto en el medallero.

#### Vela
Aunque se mantuvo un programa de cinco pruebas, hubo cambios sobre el mismo: el velero de 6 metros fue reemplazado por el yate Sharpie, un modelo para dos personas que solo se usó en estos Juegos. Toda la competición se desarrolló en la zona norte de la bahía Port Phillip. Participaron 154 atletas (todos hombres) de 28 países. El danés Paul Elvstrøm consiguió su tercera medalla de oro consecutiva, la segunda con un modelo Finn.

#### Waterpolo
Para decidir los campeones de waterpolo se jugó una fase final con los seis mejores clasificados. La selección de Hungría revalidó la medalla de oro obtenida en los anteriores Juegos. Yugoslavia se hizo con la plata, mientras que la Unión Soviética se llevó el bronce. No quedó nada decidido hasta la última jornada, cuando los magiares ganaron por 2:1 a los yugoslavos.
El partido que pasó a la historia del deporte fue la victoria de Hungría sobre la URSS en la penúltima jornada (4:0). La historia es conocida como «Incidente del baño sangriento de Melbourne» por lo violento que resultó. Las tensiones de la revolución húngara, duramente reprimida por las tropas soviéticas, estuvieron presentes sobre el agua. Al poco de terminar, Ervin Zádor tuvo que salir de la piscina porque un rival le había propinado un codazo, que le provocó un corte debajo del ojo derecho. Al terminar la competición, varios deportistas de Hungría (entre ellos Zádor) desertaron de su país natal por miedo a represalias políticas. Zádor se instaló en Estados Unidos y fue el primer entrenador de la leyenda de la natación Mark Spitz.

#### Deportes de demostración
En los Juegos Olímpicos de Melbourne hubo dos deportes de demostración: el fútbol australiano (nacional) y el béisbol (internacional).
La prueba de fútbol australiano tuvo lugar el 7 de diciembre en el Estadio Olímpico, después del partido de fútbol por la medalla de bronce, y enfrentó a una selección de la liga amateur de Victoria (VAFA) contra otra de la Victorian Football League (VFL), todas ellas formadas por jugadores no profesionales. Durante el juego, un comentarista explicaba a los espectadores todo lo que sucedía, incluyendo las normas básicas.
En cuanto al béisbol, era la cuarta vez que fue elegido deporte de demostración. El 1 de diciembre, también en el Estadio Olímpico, la selección de Estados Unidos (formada por militares del Far East Command) venció a Australia por 11:5.

### Ceremonia de clausura
A pesar de todos los conflictos que precedieron al evento, los Juegos Olímpicos de 1956 fueron apodados «los Juegos Amistosos» porque los atletas de todos los países marcharon juntos sin distinción de banderas, sexo ni raza, por primera vez en su historia.

El impulsor de esta medida fue un joven australiano de origen chino, John Ian Wing, que escribió una carta anónima al presidente del Comité Organizador, Wilfrid Kent Hughes. 
«Durante la marcha solo habrá una nación. La guerra, la política y las nacionalidades quedarán olvidadas. ¿Qué más podría querer una persona, si el mundo pudiera ser una sola nación?»
Después de que el coro hubiese interpretado la canción nacional Waltzing Matilda, unos 500 atletas de todos los países marcharon juntos como un solo grupo. Esto emocionó a los espectadores asistentes, que aplaudieron con fuerza porque no esperaban algo así. Y es que la idea de John Wing no fue aprobada hasta la víspera de la ceremonia.
Al momento se produjeron los actos protocolarios. La bandera olímpica fue bajada del asta por cadetes navales y el alcalde de Melbourne se la entregó a Avery Brundage, quien declaró los Juegos clausurados con una mención a Roma, el próximo organizador. Seguidamente, la intensidad de la llama de la antorcha olímpica menguó, hasta apagarse por completo.

### Matrimonio
Un hecho traspasó el ámbito deportivo: los medallistas Hal Connolly y Olga Fikotová se enamoraron en la Villa Olímpica y mantuvieron una relación a distancia, que terminó en boda en 1957. Este hecho tuvo importantes implicaciones políticas: el gobierno checoslovaco (comunista) estaba en contra del enlace porque Connolly era estadounidense, y le negó la visa para viajar a Praga. Al fin pudo celebrarse gracias a la intervención de Emil Zátopek y su esposa, que fueron los padrinos. Fikotová se marchó a vivir a Estados Unidos y aunque intentó representar a Checoslovaquia de nuevo, no obtuvo permiso. Regresó en los Juegos Olímpicos de 1972 como Olga Connolly, con el equipo de Estados Unidos.

## Ganadores

### Medalla

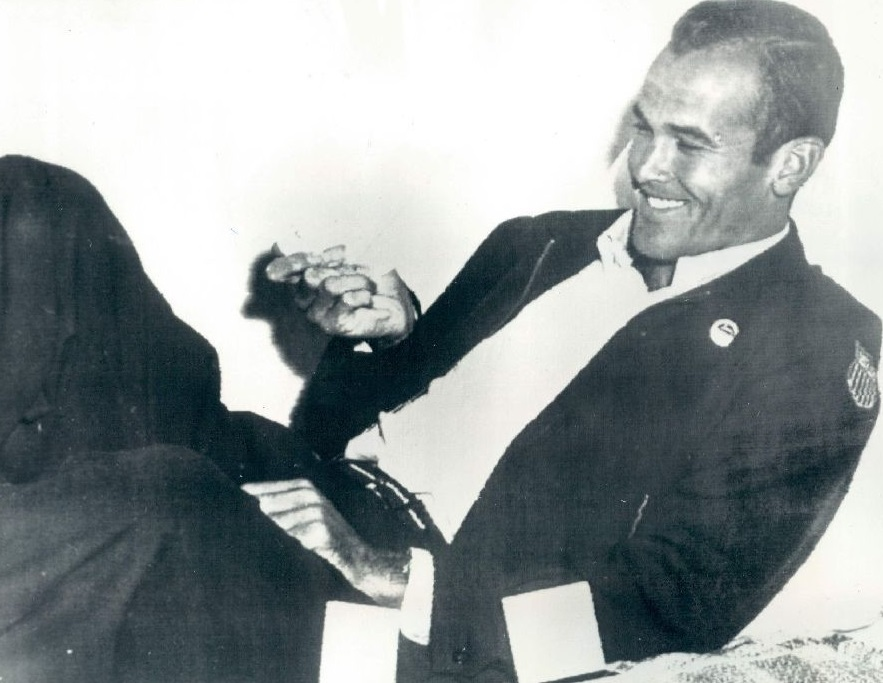
Bobby Morrow ganó tres medallas de oro en 100 m, 200 m y 4 x 100 m

En 1928, el Comité Olímpico Internacional lanzó un concurso para elegir la medalla de los Juegos Olímpicos de Verano. La medalla creada por el escultor italiano Giuseppe Cassioli fue la vencedora. En el frente se muestra a la diosa Niké con una palma y una corona triunfal, y al reverso, un atleta cargado por un grupo de personas. El único cambio que se hizo fue poner el año y el número de la olimpiada. La medalla de Melbourne 1956 tuvo un grosor de 4 mm y un diámetro de 51 mm.

### Múltiples medallistas
| Atleta           | País            | Deporte   | Gold | Silber | Bronze | Total |
| Ágnes Keleti     | Hungría         | Gimnasia  | 4    | 2      | 0      | 6     |
| Larisa Latynina  | Unión Soviética | Gimnasia  | 4    | 1      | 1      | 6     |
| Viktor Chukarin  | Unión Soviética | Gimnasia  | 3    | 1      | 0      | 4     |
| Valentín Muratov | Unión Soviética | Gimnasia  | 3    | 0      | 1      | 4     |
| Murray Rose      | Australia       | Natación  | 3    | 0      | 0      | 3     |
| Betty Cuthbert   | Australia       | Atletismo | 3    | 0      | 0      | 3     |
| Bobby Morrow     | Estados Unidos  | Atletismo | 3    | 0      | 0      | 3     |
| Takashi Ono      | Japón           | Gimnasia  | 1    | 3      | 1      | 5     |

## Medallero
País organizador (Australia)
| Núm. | País                          | Oro | Plata | Bronce | Total |
| ---- | ----------------------------- | --- | ----- | ------ | ----- |
| 1    | Unión Soviética (URS)         | 37  | 29    | 32     | 98    |
| 2    | Estados Unidos (USA)          | 32  | 25    | 17     | 74    |
| 3    | Australia (AUS)               | 13  | 8     | 14     | 35    |
| 4    | Hungría (HUN)                 | 9   | 10    | 7      | 26    |
| 5    | Italia (ITA)                  | 8   | 8     | 9      | 25    |
| 6    | Suecia (SWE)                  | 8   | 5     | 6      | 19    |
| 7    | Equipo Alemán Unificado (EUA) | 6   | 13    | 7      | 26    |
| 8    | Reino Unido (GBR)             | 6   | 7     | 11     | 24    |
| 9    | Rumania (ROM)                 | 5   | 3     | 5      | 13    |
| 10   | Japón (JPN)                   | 4   | 10    | 5      | 19    |

## Legado
En el ámbito deportivo, los Juegos Olímpicos de Melbourne 1956 finalizaron con 12 plusmarcas mundiales y 27 olímpicas. La mayoría de ellas no tuvieron una larga duración. Casi todas las marcas fueron superadas en las categorías femeninas, con un pleno en las siete de natación. Se introdujeron innovaciones como el florete eléctrico en esgrima y la medición de tiempos con cronómetro digital semiautomático en las pruebas acuáticas.
Quien más se benefició de este evento fue Australia, que ganó gran relevancia tanto en el ámbito deportivo como en el económico. Gracias al éxito de organización, pasó a ser reconocida una potencia emergente de Australasia y siguió atrayendo inmigrantes europeos y asiáticos por sus oportunidades laborales. En lo que respecta a Melbourne, se creó una gran zona verde, sobre el río Yarra, que hoy alberga casi todas las instalaciones deportivas: el Melbourne Sports and Entertainment Precinct (MSEP). Sin embargo, casi ninguna de las instalaciones levantadas para los Juegos sigue en pie. Dentro del MSEP están el Melbourne Cricket Ground (usado hoy para críquet y fútbol australiano, aunque con nuevos graderíos) y el Estadio Rectangular de Melbourne, construido sobre el antiguo Olympic Park.